# 朝日太一
朝日 太一（あさひ たいち）は日本の作曲家・振付師である。

## 作品[1]

### 映画
- 一心同体刑事（2003年）音楽
- 全然大丈夫 （2008年）挿入歌
- プリミ恥部な世界（2009年）音楽
- サビ男サビ女「ハゲマシガールズ」（2011年）音楽・振付
- 福福荘の福ちゃん （2014年）音楽・振付・出演
- 鼻歌（2015年）音楽[2]
- 世界の終わりの、そのあとで（2016年）音楽
- ふきげんな過去（2016年）アレンジ補佐

### CD・配信
- 全然大丈夫 サウンドトラック （2008年）挿入歌
- プリミ恥部 「UFOPIA」（2015年）補編曲
- 新・チロリン 「LAST PAJAMA PARTY」（2015年）補編曲
- エイプリルズ 「クリエイト エス・ディーのテーマ」（2015年）補編曲
- タマ川ヨシ子 「今夜はTUNAイト」（2016年）補編曲

### DVD
- みみずひめ（2009年）音楽・振付・ダンス
- バファローベル 「ベルといっしょ！」（2012年）音楽・振付
- この男子、石化に悩んでます。（2014年）補編曲

### テレビドラマ
- さば（2008年）音楽・振付
- 大河ドラマ大作戦（2012年）振付

### テレビバラエティ
- 天才てれびくんMAX MTK振付
- 大！天才てれびくん MTK振付
- Let's 天才てれびくん
- 天才てれびくんHello エンディングまた明日2022振付

### CM
- 伊藤忠都市開発 「CREVIA 」（2015年）振付

### PV
- サエキけんぞう 「陽の当たる月曜日」（2007年）出演・振付
- サエキけんぞう&クラブ・ジュテーム 「マグノリア・フォーエヴァー」（2007年）監督
- サエキけんぞう 「やわらか戦車 -Reworks-」（2007年）監督
- CTO LAB. 「クラッシュ万事休す」（2010年）監督・出演・振付
- イガグリ千葉 「ギラギラボーイズ」（2010年）振付
- NaO 「エスプレッソで眠れない」（2010年）振付
- 浅野優惟、小川向陽、岡田結実、椋木ホセマルティン 「じかん のびちじみ」（2010年）生放送用振付
- 新・チロリン 「途中にしてね」（2012年）振付
- 鈴木あきえ、延命杏咲実 「ギャラクシー刑事」（2012年）振付
- 岡田結実 「ハイフライングガール」（2012年）振付
- 鎮西寿々歌、長谷川ニイナ、ソーズビー航洋 「街は冬に踊る」（2012年）生放送用振付
- てれびちゃん（電波ミルク、受信チョコ、画面さくら） 「公共電波に乗っかって」（2012年）振付
- 長江崚行 「冒険少年R」（2012年）舞台振付
- ソーズビー航洋、金子隼也、竹原司、長江崚行、黒澤美澪奈、山田陶子、鎮西寿々歌、寺田朱里 「パタタピテ ポタツピテ」（2012年）舞台振付
- 島田太一、竹原司 「僕んとここいブルース」（2012年）生放送用振付
- 黒澤美澪奈・山田陶子 「水晶庭園」（2013年）舞台振付
- 竹原司、金子隼也、岡田結実、古坂大魔王 「WARU WARU WORLDS ψ(｀∇´)ψ!」（2013年）振付
- 長谷川ニイナ、中里萌、黒澤美澪奈、中尾美晴 「マジックアワー」（2013年）生放送用振付
- 金子隼也、長谷川ニイナ、島田太一、野田真哉、岡田結実、中里萌、黒澤美澪奈、相澤侑我 「奇跡の子」（2013年）生放送用振付
- 鈴木あきえ、延命杏咲実 「ダークマター」（2013年）振付
- 長谷川ニイナ 「Woderful Charm」（2013年）生放送用振付
- ソーズビー航洋、野田真哉、竹原司、相澤侑我 「Jump'n'Jive 踊れ!」（2013年）生放送用振付
- 仙台貨物＆壇蜜 「やりたくて」（2013年）振付補佐・指導
- 相澤侑我 「クール・ジャパンでエエじゃないか!」（2014年）振付
- てれび戦士2013 「告白」生放送用振付
- てれび戦士2013 「宝のアリカはQuestion」（2014年）生放送用振付
- 日本の30代 「十二夜」（2014年）PV監督・音楽・振付
- ベッド・イン 「ワケありDANCE たてついて」（2014年）振付
- 関東MUSIC 「SWEET SOUL」（2014年）振付
- 装置メガネ 「パッツン☆キメテ」（2014年）振付
- XXX OF WONDER 「明晰夢マドンナ」（2014年）振付
- EMILY 「カラフルリボン」（2014年）補編曲
- ムーンフラワー1号 「恋する月面MANJU」（2014年）振付
- 日本の30代 「ジャガーの眼2008」（2015年）PV監督・音楽・振付
- ベッド・イン 「C調び〜なす！」（2015年）振付
- ニュートリノ温泉 「チャイナタウン」（2016年）振付
- (M)otocompo×Kit Cat 「FLASHBACK50」（2016年）振付
- ぱぺらぴ子 「キスミーきれいみー」（2016年）振付
- アーバンギャルド 「あくまで悪魔」（2016年）振付

### 舞台
- くちびるの会 「ケムリ少年、挿し絵の怪人」（2016年）挿入曲